# کاروان درشکه

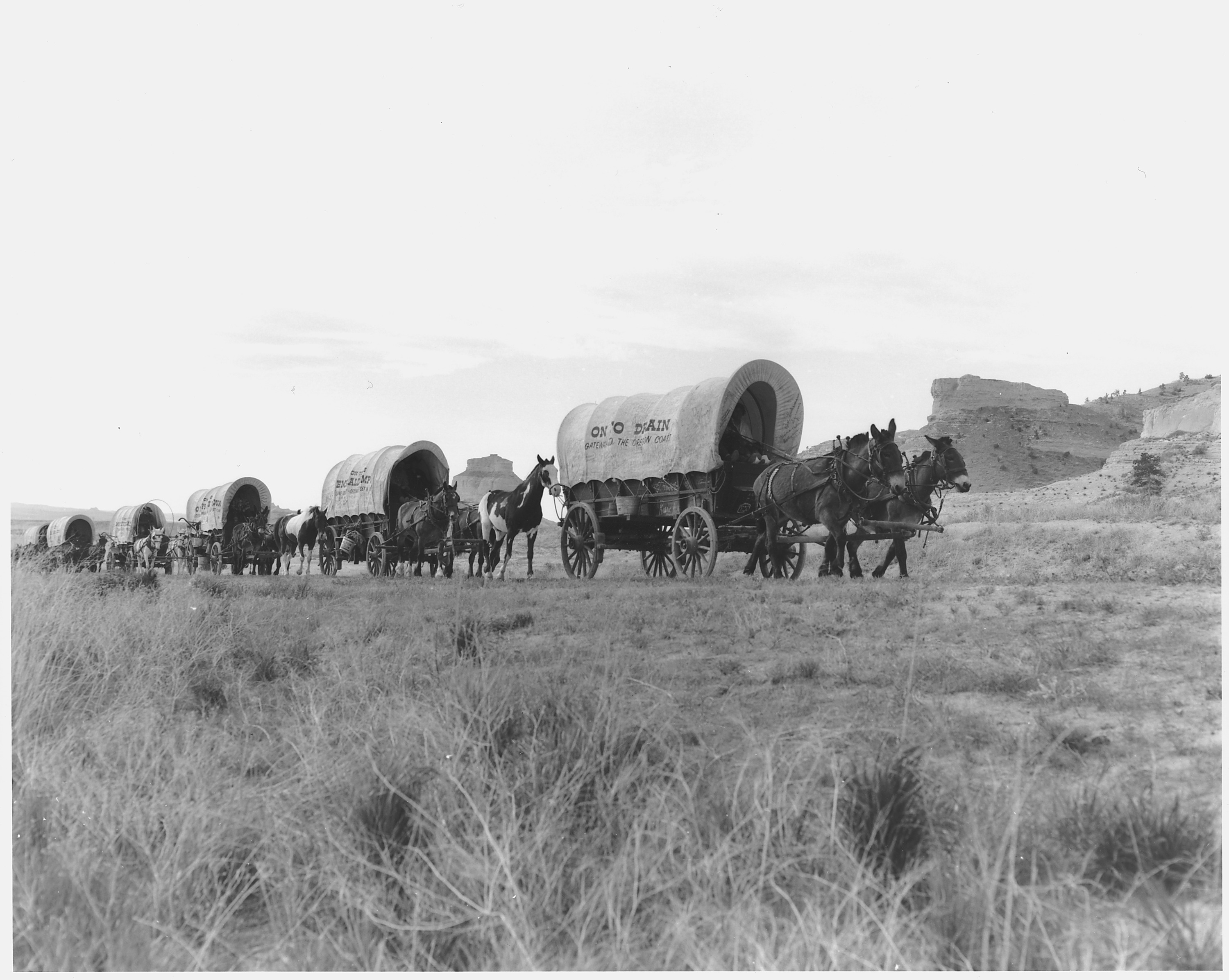
کاروان درشکه در مسیر اورگن

کاروان درشکه (انگلیسی: Wagon train) عنوان گروهی از درشکه‌هاست که در معیت یکدیگر و به صورت گروهی سفر می‌نمایند. قبل از مرسوم شدن استفادهٔ گسترده از وسایل حمل‌ونقل عمومی و نظامی، کاروان‌های درشکه وظیفهٔ جابجایی مسافرین، مرسولات و همین‌طور مهمات را بر عهده داشتند. در غرب وحشی، مهاجران و پیشگامان آمریکایی در درشکه‌های سرپوشیده با گذر از دشت‌ها، گذرگاه‌ها و کوهستان‌ها خود را به مناطق غربی می‌رساندند. کاروان‌های درشکه در غرب ایالات متحده، مسیرهای مختلفی را طی می‌کردند که مبدأ غالب آنها ایندیپندنس، میزوری بود. این احتمال وجود دارد که مشهورترین مسیر کاروان درشکه، مسیر اورگن بوده‌است که مسافتی بالغ بر ۲٬۰۰۰ مایل (۳٬۲۰۰ کیلومتر) را شامل می‌گردید.
هر چند درشکه‌ها در کاروان به صورت یک خط پیوسته طی مسافت می‌نمودند، با همهٔ این احوال، بسیاری از آن‌ها به دلیل پرهیز از ایجاد گرد و غبار، از گروه اصلی جدا می‌شدند و به تنهایی راهپیمایی می‌نمودند. سفرهای متشکل از درشکه، در میان دهه‌های ۱۸۴۰ تا ۱۸۸۰ متداول شد و پس از اتمام اولین راه‌آهن بین‌قاره‌ای، سفرهای مبتنی بر کاروان درشکه کاهش چشمگیری یافت. برخی از مسیرهای کاروان‌های درشکه، امروزه نیز وجود داشته و قابل مشاهده است. در طول شب، درشکه‌ها غالباً به منظور ایجاد سرپناه از باد یا شرایط جوی نامساعد و همین‌طور در راستای مقابله با حیوانات درنده احتمالی یا سرقت توسط سرخ‌پوستان، به صورت دایره‌ای یا مربع در کنار یکدیگر توقف می‌نمودند.

## در دوران مهاجرت
مهاجران و پیشگامان سرزمین‌های جدید و ناشناخته، به سرعت متوجه شدند که گروه‌های کوچک‌تر کاروان درشکه مشتمل بر ۲۰ تا ۴۰ عددی، قابل کنترل‌تر از گروه‌های بزرگ‌تر بود و دیگر نیازی به راهبران درشکه حرفه‌ای نداشت. بسیاری از این گروه‌ها ملزم به رعایت اصولی دموکراتیک بودند. اغلب آنها ضمن ایجاد آیین‌نامه، اقدام به انتخاب کاپیتان یا رئیس گروه می‌نمودند هر چند، کاپیتان‌ها اختیارات محدودی داشتند و نقش عمدهٔ آنها بیشتر بر حول محور حرکت دسته‌جمعی صبحگاهی و همین‌طور انتخاب مکان اتراق در شب برای اردو زدن می‌چرخید.

## نگارخانه

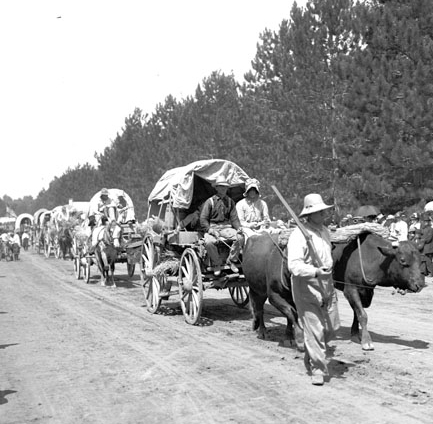
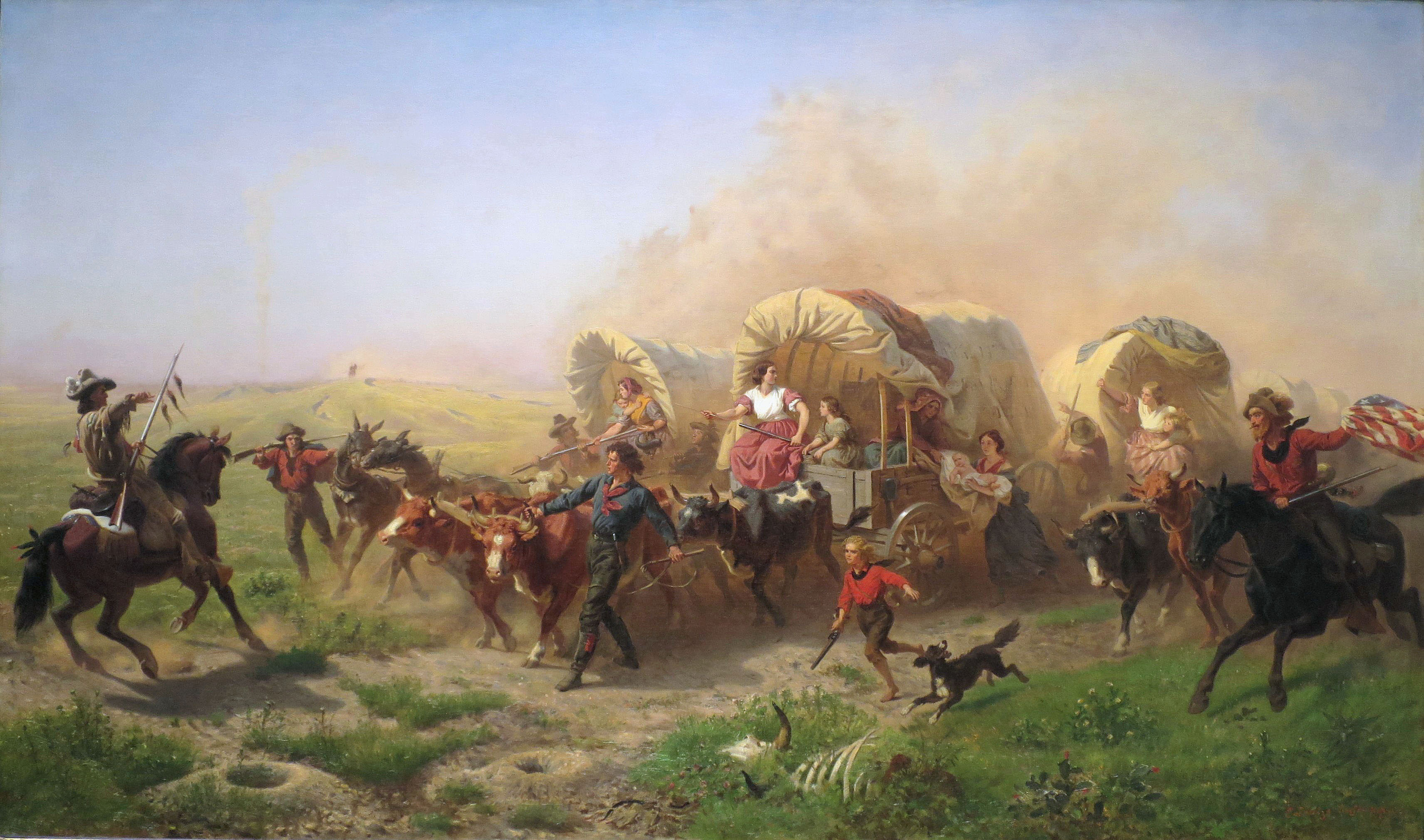
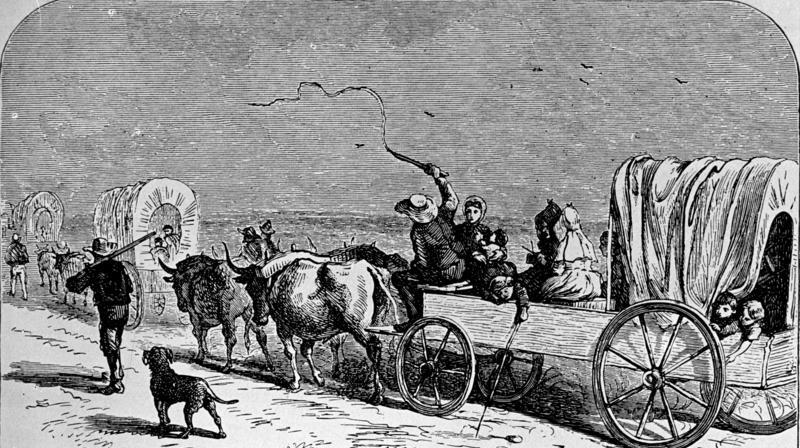
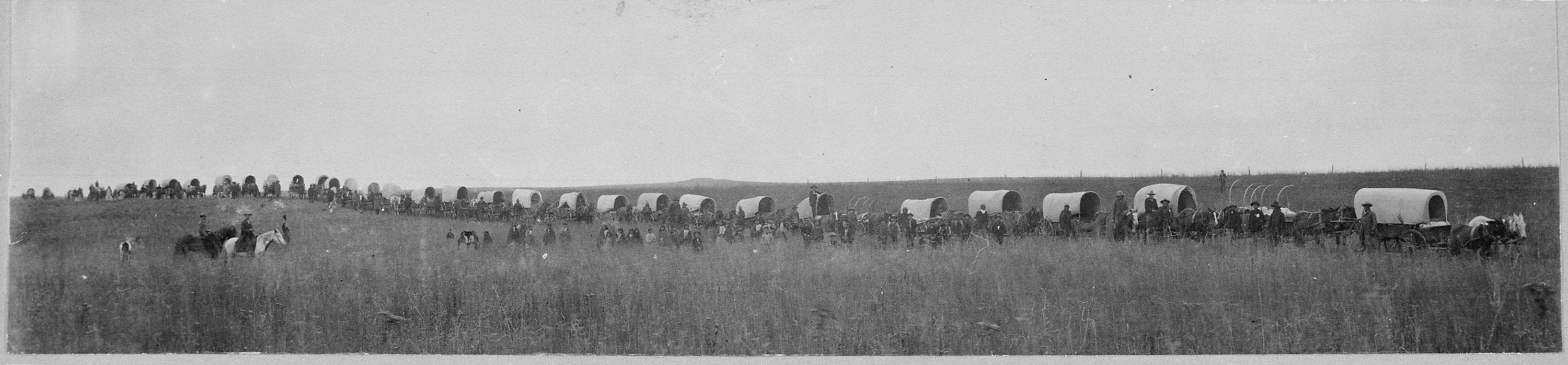